# SBB Ce 6/8 III
Die Ce 6/8III (später Be 6/8III) ist eine Güterzug-Elektrolokomotive der SBB für den schweren Verkehr vor allem auf Gebirgsstrecken wie der Gotthardbahn. Die Lokomotive bekam wie der Vorgängertyp Ce 6/8II den über die Grenzen hinaus bekannten Spitznamen «Krokodil».

## Vorgeschichte
Mitte der 1920er Jahre benötigten die SBB im Mittelland leistungsfähige Güterzugslokomotiven. Mit der Ce 6/8II wollten die SBB diese Aufgabe erfüllen. Dass die Lokomotive nach der Auslieferung fast sofort an die Gotthardbahn gelangte, war durch die weltpolitische Lage bestimmt.
Die von 1919 bis 1922 in Betrieb genommenen SBB Ce 6/8II-Lokomotiven bewährten sich im täglichen Betrieb ausgezeichnet. Anders als die Bern-Lötschberg-Simplon-Bahn, die einen leistungsfähigeren Ersatz für ihre Be 5/7 in Form der Drehgestelllokomotiven Be 6/8 mit Einzelachsantrieb ohne Triebstangen mit der Achsfolge (1’Co)’(Co1’)’ fanden, entschieden sich die SBB für einen Weiterbau von ähnlichen Lokomotiven mit der dreiteiligen, gelenkigen Kastenbauart unter Beibehaltung der Achsfolge 1’C+C1’. Ein Weiterbau der Ce 6/8II wurde nicht weiterverfolgt, da die neuen Maschinen leistungsfähiger und weniger kompliziert sein sollten. Die SBB wollten vor allem auf den aufwändigen Stangenantrieb der Ce 6/8II verzichten. Inzwischen hatte sich nämlich der Winterthurer Schrägstangenantrieb bei Triebfahrzeugen im In- und Ausland bewährt (Fc 2x3/4, Ee 3/4 und Ge 6/6I). Die Bedenken betreffend der auftretenden Zug- und Druckkräfte in der Triebstange wegen Vertikalschwingungen nahmen die SBB in Kauf, da das Pflichtenheft eine Höchstgeschwindigkeit vmax von 65 km/h vorsah.
Die BLS erwies sich mit ihrer Entscheidung zu damaliger Zeit wie auch später als äusserst innovativ, hatte doch die von ihnen bestellten Lokomotive neben dem deutlich moderneren mechanischen Konzept auch eine höhere Leistung von 4'500 PS (3'300 kW).

## Pflichtenheft
Die SBB verlangten von der Industrie die Erfüllung des nachfolgenden Pflichtenheftes: Auf einer Steigung von 10 ‰ müssen bei 35 km/h Güterzüge von 1’400 t gezogen werden können. Bei Rampen von 26 ‰ wurden bei 30 km/h 520 t verlangt.

## Auftragsvergabe und Projektierung
Die Auftragserteilung der SBB erfolgte wieder an die gleichen Lieferanten wie die der Ce 6/8II:
- Schweizerische Lokomotiv- und Maschinenfabrik (SLM): Mechanischer Teil.
- Maschinenfabrik Oerlikon (MFO): Elektrischer Teil.

## Inbetriebnahme
Die Inbetriebnahme erfolgte in den Jahren 1926 und 1927 mit je neun Maschinen. Die ersten vier Lokomotiven (14301–14304) wurden dem Depot Olten zugeteilt. Die fünfte Ce 6/8III kam aber bereits dem Depot Erstfeld zu. Auch alle folgenden Lokomotiven landeten direkt in Erstfeld. Das Depot Olten musste seine vier Maschinen schon 1927 ans Depot Biasca abgeben, wohin ihnen auch die Nummern 14305–14309 folgten, womit sich nun, je zur Hälfte, die eigentlich als Mittelland-Güterzuglokomotiven vorgesehenen Lokomotiven beidseitig der 26-‰-Rampen der Gotthardlinie befanden.

## Technik

### Kasten, Maschinen, Apparate
Wie die Ce 6/8II besteht die Lokomotive aus zwei schmalen, niederen Vorbauten und einem dazwischen liegenden, normalbreiten und -hohen Kasten, die gelenkig miteinander verbunden sind. Die zwei Vorbauten sind aber höher und etwas breiter. Dieser Umstand führte zu dem etwas bulligeren Aussehen dieser Lokomotive im Vergleich zu den Ce 6/8II. Die Maschinen sind auch etwas länger als ihre Vorgängerinnen.
Die Ce 6/8III war von Anfang an mit Hülsenpuffern ausgerüstet.

### Der mechanische Teil

#### Fahrwerk
In jeder der zwei Vorbauten befinden sich drei mit Kuppelstangen gekuppelte Triebachsen und eine Laufachse in einem Bisselgestell.

#### Zugkraftübertragung
Die Übertragung der Zug- und Stosskräfte erfolgt von den Triebachsen auf die Rahmen der Vorbauten. Von dort werden die Kräfte einerseits auf die Zughaken und Puffer weitergeleitet. Andererseits erfolgt die Übertragung der Kräfte über eine abgefederte Kurzkupplung von einem Triebgestell auf das andere. Der zentrale Kasten dient also im Gegensatz zu anderen Lokomotiven des „Krokodil“-Typs nicht der Kraftübertragung von einem zum anderen Triebgestell (siehe auch Lokomotivkasten in diesem Artikel). Die Kurzkupplung wirkt des Weiteren auch als Querkupplung und verbessert dadurch insbesondere den Einlauf des nachlaufenden Triebgestells in Kurven.

#### Antrieb
In jedem Rahmen der Vorbauten sind zwischen der ersten und zweiten Triebachse zwei Triebmotoren eingebaut. Von der Vorgelegewelle erfolgt die Übertragung mit einer Schrägstange (Winterthurer Schrägstangenantrieb), die auf einen Zapfen wirkt. Dieser Zapfen sitzt auf der Kuppelstange von der dritten zur zweiten Triebachse schräg oberhalb des Kurbelzapfens der dritten Triebachse. Von der zweiten Triebachse wird dann mit einer weiteren Kuppelstange die Antriebskraft an die erste Triebachse weiter übertragen.

#### Lokomotivkasten
Der Lokomotivkasten war dreiteilig ausgeführt. Die äusseren beiden Teile (Vorbauten) waren fest mit den Triebgestellen verbunden. Der eigentliche Kasten in der Mitte ist mittels kugelförmigen Drehpfannen auf Drehzapfen in den Triebgestellen abgestützt. Die eine Drehpfanne ist unverschieblich, die andere besitzt eine Längsverschieblichkeit, damit keine Zug- und Druckkräfte über den zentralen Kasten übertragen werden (siehe Zugkraftübertragung in diesem Artikel). Des Weiteren sind beidseits der Drehpfannen gefederte Druckstützen angeordnet.

### Der elektrische Teil
Abgesehen von den leistungsfähigeren Transformatoren und Fahrmotoren entsprach die elektrische Ausrüstung in den entscheidenden Teilen derselben der Ce 6/8II.
Der Hauptschalter befand sich in einem druckfesten, zylindrischen Ölkübel, der über eine rein mechanische Verbindung am Führertisch ausgelöst werden konnte.
Die Stufenschalter befanden sich, wie bei den Ce 6/8II wieder hinter den Führerstandswänden. Angesteuert wurden die nockengesteuerten Hebelwerke mit 23 Stufen über einen Servomotor.
Die Ce 6/8III besassen, wie die Ce 6/8II, eine elektrische Nutzbremse (Rekuperationsbremse), welche die von den beim Bremsen als Generatoren wirkenden Fahrmotoren erzeugte elektrische Energie wieder in die Fahrleitung zurückspeist. Bei der sonst verwendeten einfacheren Widerstandsbremse wird die Energie über auf dem Dach angeordnete Bremswiderstände als Wärme an die Umgebung abgegeben und ist daher verloren.

## Betriebseinsatz

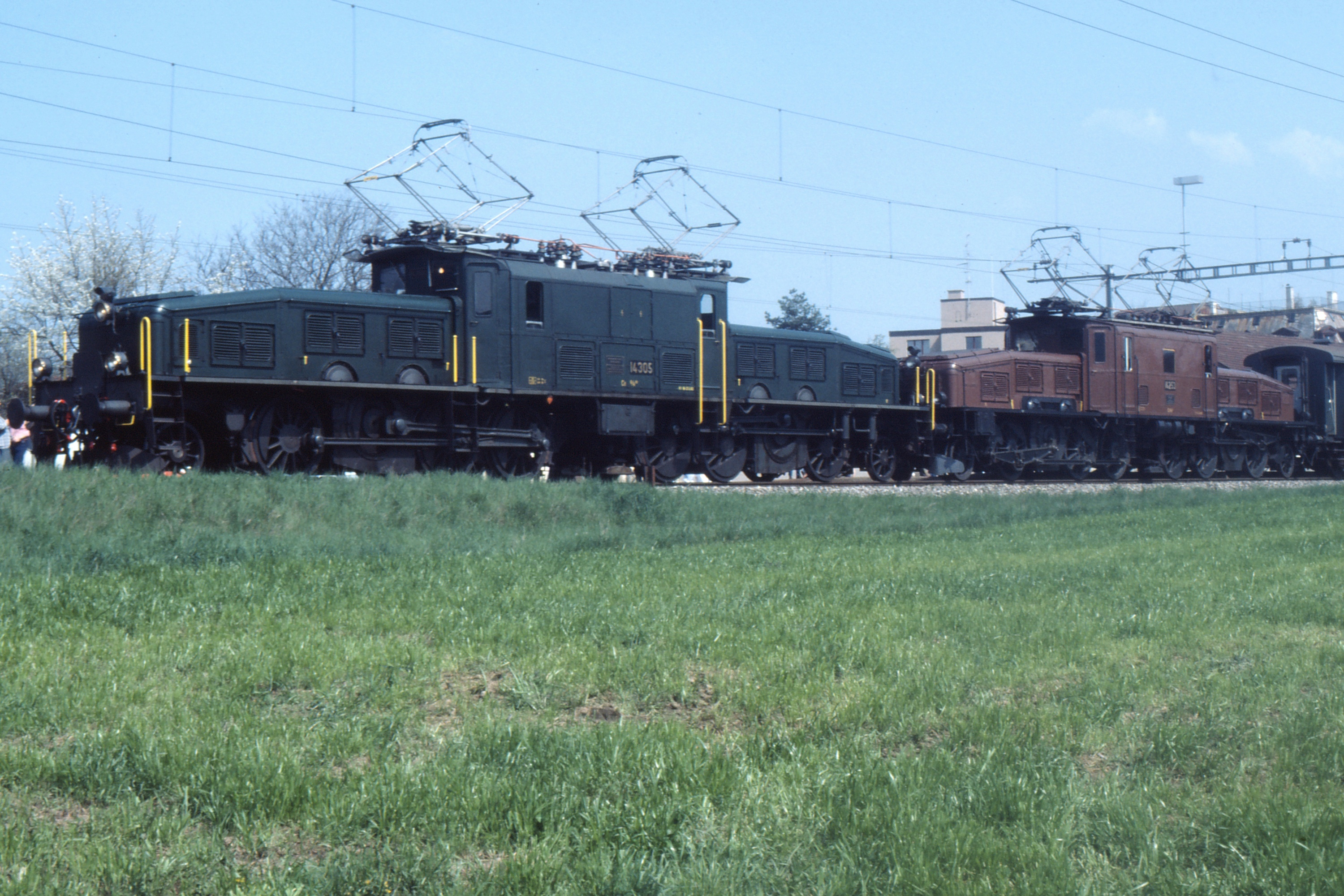
SBB Ce 6/8^{III} 14305 mit Ce 6/8^{II} 14253 in Stein am Rhein

Geplant als Güterzugslokomotiven für das schweizerische Mittelland, landeten die Ce 6/8III fast sofort auf der Gotthardbahn. Die Lokomotiven waren hälftig auf die Depots Biasca und Erstfeld verteilt. Aber schon 1930 wurden die Lokomotiven im Depot Erstfeld konzentriert, wo sie, mit wenigen Ausnahmen, die nächsten 30 Jahre stationiert blieben. 
Im Betrieb erwies sich die Lokomotive als ausgezeichnetes Arbeitstier für jede Art von Einsätzen. Die gewählte Antriebsart gab ihr aber ein verhältnismässig grobschlächtiges Fahrverhalten. Deshalb bekam sie von den Westschweizer Lokomotivführern auch sehr schnell den Übernamen «Berceuse» (Schaukelstuhl). Die Ce 6/8II mit ihrem Dreieckschlitzstangenantrieb war, wenn auch mechanisch komplizierter, sicher die bessere Lösung, wie viele andere Anwendungen dieses Antriebes bei schneller laufenden Lokomotiven zeigten. Dies manifestierte sich auch dadurch, dass die Ce 6/8III laute, knackende Geräusche von sich gab, während die Ce 6/8II leise surrend dahinfuhr.
Nach verschiedenen Versuchen mit einigen frisch revidierten Maschinen wurden die Lokomotiven ab 1956 für eine Höchstgeschwindigkeit von 75 km/h zugelassen. Da sich aber bei technisch unveränderten Lokomotiven die Leistungen damit nicht erhöhten, war die Massnahme im Nachhinein nicht unbedingt nachvollziehbar. Die mechanischen Elemente konnten mit der Geschwindigkeitssteigerung gut umgehen, aber die Hauptwerkstätte in Bellinzona meldete vermehrt Motorschäden.
Mit dem Einsatz der Ae 6/6 am Gotthard wechselten alle Lokomotiven vom Depot Erstfeld zum Depot Basel. Ihre Einsatzstandorte und Einsätze waren von da an sehr wechselhaft. Auch die Depotstandorte wechselten zum Teil. Die Ce 6/8III kamen dabei im ganzen restlichen Teil der Schweiz zum Einsatz. Wie auch ihre Vorgängerinnen Ce 6/8II kamen sie ab 1970 für die Kieszüge für den Autobahnbau zum Einsatz, bis sie auch da von den inzwischen am Gotthard freigewordenen Ae 6/6 abgelöst wurden.
Anders als die Ce 6/8II kamen sie nie für den Rangierdienst in Einsatz. Zum Schluss ihrer Karriere oblag ihnen noch die Führung von leichten Stückgutzügen. Im April 1977 wurde die letzte Ce 6/8III ausser Betrieb gesetzt.

## Erhaltene Lokomotiven
- 13302 (TSI: 91 85 4601 302-3): betriebsfähig bei der Betriebsgruppe 13302, einer Sektion des Modelleisenbahnclubs des Bezirks Horgen (MECH); steht unter eidgenössischem Denkmalschutz (höchste Schutzstufe, die in der Schweiz vergeben wird)[1]
- 13305 (TSI: 91 85 4601 305-6): betriebsfähig bei SBB Historic; wurde wieder umgezeichnet in Ce 6/8III Nr. 14305, die Lok ist in Olten stationiert und wird vom Verein Krokodil 14305 gepflegt und gefahren. Die Farbgebung entspricht etwa jener der 1950er Jahre mit dem hellgrauen Fahrwerk und den schwarzen Aufstiegsstangen. Diese Lokomotive wurde von 1978 bis 1979 bei der Krokodil-Ausstellung im Verkehrshaus der Schweiz in Luzern präsentiert.